# Szuchy József
Ifjabb Szuchy József (Nyíregyháza, 1877. március 12. – Nyíregyháza, 1932. szeptember 23.) magyar építész és építőmester, Nyíregyháza számos épületének tervezője.

## Élete
Szepesváraljai eredetű családból származott. Idősebb Szuchy József (1849–1917) építőmester fia, Szuchy János (1883–1917) testvére. Alsóbb iskoláit Nyíregyházán végezte, majd 1893-ban Budapestre ment, ahol elvégezte a felsőbb építőipari iskolát is. Ezt követően különböző építészek mellett kezdett el dolgozni, egy ideig munkatársa volt Alpár Ignácnak is. 1903-ban visszaköltözött Nyíregyházára, és egy ideig édesapja mellett dolgozott.
Számos épületet tervezett Nyíregyháza területén, több esetben pedig csak építőmester (kivitelező) volt mások tervei alapján. Az első világháború idején, 1914-ben fivérével együtt bevonult katonának. Míg Szuchy János elesett a háborúban, Szuchy József fogságba került, ahonnan csak 1922-ben tudott hazatérni.
Két tanítványa, ifj. Tóth Pál (1893–?) és Valkó Pál (1893–1989) később szintén ismert mérnökök lettek.
Élete vége felé súlyos anyagi problémák közé került. Ezekkel nem tudott megküzdeni, ezért végül a Kisvárdáról Nyíregyházára tartó vonat elé vetette magát öngyilkos lett. Úgy emlékeztek meg róla, hogy
ideális típusa volt a szorgalmas, törekvő iparosnak és makulátlanul becsületes vállalkozónak

## Ismert épületei
- 1903: óvoda, Nyíregyháza, Körte u.[2]
- 1904: Tóth-ház, Széchenyi u. 14.[5][2]
- 1907: Szabadkőműves Páholy (Szabolcs Páholy), Nyíregyháza, Benczúr tér[2]
- 1907–1908: lakóház a Royal-Bristo-Béke Szálloda oldalában, Nyíregyháza, Rákóczi u. 6.[2]
- 1908: Gazdák Otthona, Nyíregyháza, Bethlen u. 24. (fivérével közös tervezés)[2]
- 1908: Apolló mozi, Nyíregyháza, Kis tér (ma: Mártírok tere)[3]
- 1909–1910: Liptay-ház, Nyíregyháza, Kálvin tér 14.[3][2]
- 1923: családi ház saját részre, Nyíregyháza, Rózsa u. 4.[3][2]
- 1928: garázs új városi öntözőautó és seprőgépek részére, Nyíregyháza, Rákóczi u.[3]

### Csak kivitelező
- 1907: Patikaház, Nyíregyháza, Széchenyi u. 7. (tervezte: Vágó László és Vágó József)[5][6]
- 1914: szünidei gyermektelep („Szeréna-lak”), Nyíregyháza, Sóstó (tervezte: Nemes Sándor)[3][2]
- 1930: vasalóház, Nyíregyháza (tervezte: Barucha József) – 1968-ban elbontották[3]

### Átépítések
- 1904: Kaszinó Egyesület Székháza, Nyíregyháza, Zrínyi Ilona u. 13.[2]

## További irodalom
- Békefi, Eszter. „Diszkrét páholyok – A szabadkőműves építészet Magyarországon”. Art Magazin III (4).